# Loadstar

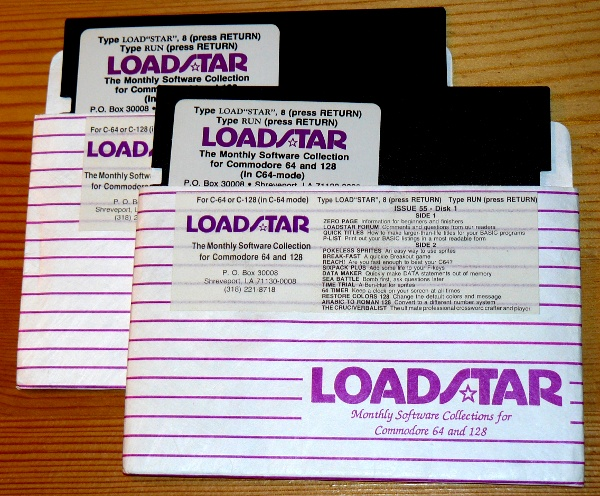
Disquetes Loadstar

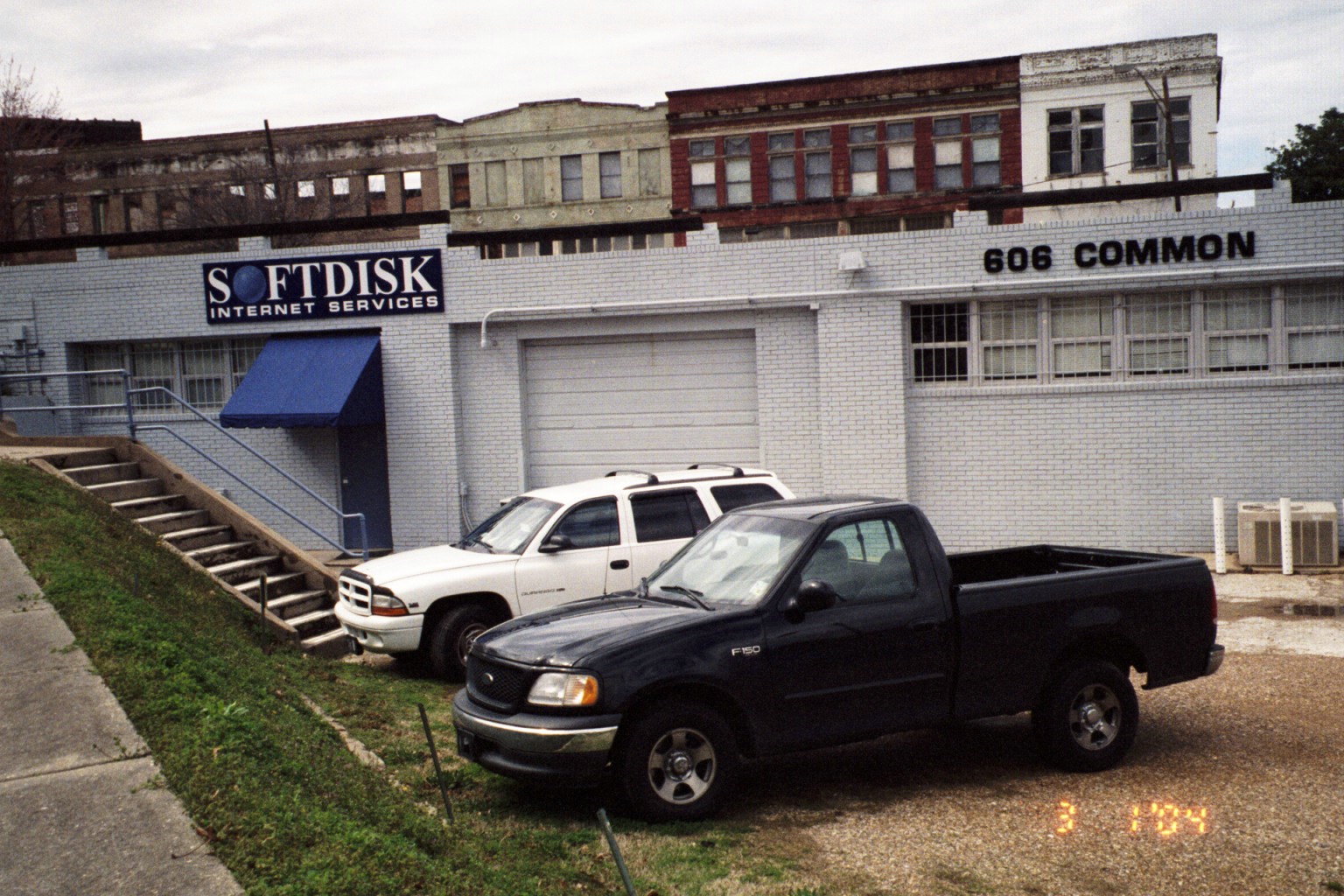
Sótano con las oficinas donde se publicó Loadstar durante gran parte de su historia, a pesar de las referencias a la «Torre Loadstar»

Loadstar (ISSN 0886-4144) fue una revista en disco para la computadora Commodore 64, publicada a partir de 1984 y que dejó de publicarse en 2007, con el número 250 inédito (hasta 2010). Derivó su nombre del comando comúnmente utilizado para ejecutar software comercial desde un disco Commodore 1541: LOAD "*",8,1, inspirado en la palabra «lodestar».
Loadstar fue lanzada como una publicación hermana de Softdisk (Softdisk (disk magazine)|Softdisk) con sede en Shreveport, Louisiana. Fue la segunda plataforma para la que Softdisk produjo una revista de disco, después de Apple II. En ese momento, la Commodore 64 era una computadora doméstica muy popular debido a su precio económico y sus capacidades gráficas y de sonido avanzadas.
Los primeros números de Loadstar fueron producidos por el personal de Softdisk, la mayoría de los cuales tenían más experiencia, en ese momento, con computadoras Apple que con Commodore, y gran parte del contenido fue portado desde Apple. Sin embargo, con el tiempo, se sumó personal específico de Commodore y colaboradores independientes.
Además, "Loadstar" era la revista oficial en disco de las revistas publicadas por Commodore, incluidas «Power/Play» y «Commodore Magazine». Los usuarios pueden encontrar programas para tipear de estas publicaciones que aparecen en Loadstar.
En 1987, Fender Tucker fue contratado como su editor, y le dio a «Loadstar» un estilo y una atmósfera distintivos, incluidas referencias a una «Torre Loadstar» ficticia donde supuestamente se publicaba (de hecho, las oficinas en ese momento estaban en un sótano). El personal de Loadstar pronto se amplió para incluir a Jeffrey L. Jones y Scott E. Resh, y la característica habitual de la revista «Página de rompecabezas», con crucigramas interactivos, juegos de cartas y acertijos lógicos, fue editado por Barbara Schulak.
Bajo Tucker, se lanzó una publicación hermana Loadstar 128 para la computadora personal Commodore 128. Esta revista era trimestral. Jones contribuyó a Loadstar Letter, una publicación impresa que acompañó a los números de Loadstar.
En 1989, Loadstar publicó DigitHunt, un juego de acertijos numéricos que aparentemente fue la primera implementación de Sudoku en una computadora doméstica.
Una característica notable en algunos de los primeros números es la inclusión de un disco con software para acceder al entonces nuevo servicio en línea Quantum Link, que el director de marketing Steve Case había presentado con fervor a «Loadstar». La compañía que operaba este servicio finalmente se convirtió en America Online.
A medida que pasaban los años y la Commodore 64 se consideraba cada vez más como una computadora obsoleta, los recursos de la empresa se trasladaron a software para sistemas más actuales como Windows y Macintosh, y luego a Internet. Sin embargo, «Loadstar» aguantó y finalmente sobrevivió a las revistas de discos para plataformas más nuevas. Cuando Softdisk ya no quiso respaldarlo, se escindió como una empresa independiente, J&F Publishing, copropiedad de Tucker y su esposa, Judi Mangham, quien fue cofundadora de Softdisk. Continuó publicándose, hasta bien entrada la década de 2000, para un público de fanáticos de Commodore de antaño y para las personas que lo ejecutan usando emuladores de Commodore 64 en otras plataformas.
En enero de 2001, Dave y Sheri Moorman de Holly, Colorado asumieron el cargo de editores. Permaneció en publicación hasta 2008, en varios formatos, incluidos «clásicos» disquetes Commodore 1541 y archivos enviados por correo electrónico en formato de emulador C-64. Existe un sitio web oficial, pero no en la anterior dirección loadstar.com, que ahora pertenece a alguien en Rusia según su registro de WHOIS.
J&F Publishing todavía es el propietario oficial, pero la edición y distribución habían sido otorgadas en franquicia a la empresa de los Moorman, eTower Marketing, con Dave Moorman editando las revistas mensuales y Sheri Moorman a cargo de los asuntos comerciales. Tucker ahora se está concentrando en otras empresas, como volver a publicar los libros de Harry Stephen Keeler bajo su sello Ramble House.
Se publicaron 249 números de Loadstar. Estaba programado que dejara de publicarse con el número 256 y Dave Moorman tuvo la amabilidad de convertir el número 248 en un número gratuito en noviembre de 2007. Sin embargo, Dave Moorman siguió adelante en 2008, dejando su último número 250 sin publicar. Después de que otro asistente de Loadstar terminara de editarlo, el número 250 se publicó extraoficialmente en junio de 2010.